# Bergå Hemslöjdens Ullspinneri & Färgeri AB
Bergå Hemslöjdens Ullspinneri & Färgeri AB är ett ylleföretag beläget i Arkhyttan i Säters kommun. Det grundades 1855 och såldes till Svenska Hemslöjdsföreningarnas Riksförbund 1948. Största delen av företaget är nedlagt, men det drivs en garnaffär i samma namn.
Företaget köpte in ull från olika fårproducenter runt om i Sverige, förberedde ullen och gjorde olika sorters produkter som garn, tyger och plädar. De hade olika avdelningar för kardning, spinning, vävning, färgning, beredning osv. Man kunde även skicka in sina egna alster för färgning och beredning. Företaget ägdes av bland annat Sveriges Hemslöjdsförening och Lantmännen. I styrelsen satt bland annat en landshövding.

## Källhänvisningar
1. ↑  ”En kartläggning av svensk ull och dess framtida användning”. Textilhögskolan. 2010. sid. 24. http://bada.hb.se/bitstream/2320/6768/1/2010.12.9.pdf. Läst 28 juli 2015.